# 技術成熟度レベル

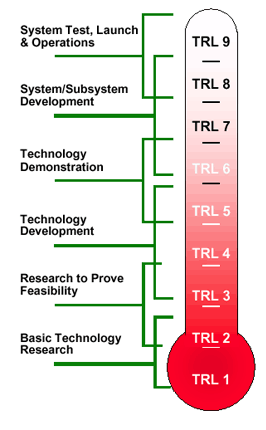
NASA の定義する技術成熟度レベル

技術成熟度レベル(Technology readiness levels ,TRL) 技術開発水準/技術成熟度評価　は、体系的な分析に基づいて、新技術の開発レベルを評価するために使用する基準である。TRLによって異なる領域の技術間であっても成熟度に関する一貫性のある統一的な議論を可能にする。TRLは、技術成熟度評価（Technology Readiness Assessment、TRA）において、プログラムのコンセプト、技術要件、実証済みの技術能力を検討することで決定される。
9段階であれば、TRL1 が最も基礎的な研究、TRL9が最も商業化に近い。

## 歴史
TRLは1970年代にNASAにより開発された。米国国防総省は2000年代初頭から調達においてこのスケールを採用している。2008年までに欧州宇宙機関（ESA）でも使用されるようになった。欧州委員会は2010年、EU資金による研究・イノベーションプロジェクトにこのスケールの採用を推奨した。これを受けて2014年のEUホライズン2020プログラムでTRLが採用された。2013年にはISO 16290:2013規格の発行により、国際標準化機構（ISO）によってTRLスケールの標準化が行われた。
NASAによる本来の宇宙計画による活用を超え、研究開発組織の役割分担など広範囲に用いられるようになった。そのため「イノベーション・ジャーナル」において広範な批判が公表された。同誌では、「TRLスケールの具体性と精緻さは、本来の文脈（宇宙計画）から使用が拡大するにつれて徐々に低下した」と指摘されている。
NASAによるTRLの定義 (1989)
- TRL 1
  - NASA定義：基本原理が観察され、報告された段階
  - EU定義：基本原理が観察された段階

- TRL 2
  - NASA定義：技術コンセプトおよび/または応用が形成された段階
  - EU定義：技術コンセプトが形成された段階

- TRL 3
  - NASA定義：解析的および実験的な重要機能および/または特性の概念実証
  - EU定義：概念実証の実験段階

- TRL 4
  - NASA使用：実験室環境における構成要素および/またはブレッドボードの検証
  - EU定義：実験室で技術が検証された段階

- TRL 5
  - NASA定義：関連環境における構成要素および/またはブレッドボードの検証
  - EU定義：関連環境で技術が検証された段階（重要実現技術の場合は産業的に関連のある環境）

- TRL 6
  - NASA定義：関連環境（地上または宇宙）におけるシステム/サブシステムモデルまたはプロトタイプの実証
  - EU定義：関連環境で技術が実証された段階（重要実現技術の場合は産業的に関連のある環境）

- TRL 7
  - NASA定義：宇宙環境におけるシステムプロトタイプの実証
  - EU定義：運用環境におけるシステムプロトタイプの実証

- TRL 8
  - NASA定義：試験と実証（地上または宇宙）を通じて実際のシステムが完成し、「飛行認定」された段階
  - EU定義：システムが完成し、認定された段階

- TRL 9
  - NASA定義：成功したミッション運用を通じて実際のシステムが「飛行実証」された段階
  - EU定義：運用環境で実際のシステムが実証された段階（重要実現技術の場合は競争力のある製造、または宇宙での実証）

日本国内においての活用は、JAXAが透明化の観点からTRLを採用(NASAと同一基準)、環境省が2014年度に試行し始めたばかりで歴史は浅い。

## 評価ツール
アメリカ空軍は技術成熟度レベル計算機を開発した。これはMicrosoft Excelで実装された標準的な質問セットで、達成されたTRLをグラフィカルに表示する。このツールは特定の時点における技術成熟度のスナップショットを提供することを目的としている。
防衛取得大学（DAU）のデシジョンポイント（DP）ツール（当初は技術プログラム管理モデルと呼ばれた）は、米陸軍により開発され、後にDAUに採用された。DP/TPMMは、TRLに基づいた高精度の活動モデルで、技術マネージャーが技術の移行を成功させるための計画、管理、評価を支援する柔軟な管理ツールを提供する。このモデルは、システムエンジニアリングやプログラム管理タスクを含む中核的な活動セットを提供し、技術開発と管理目標に合わせて調整される。

## 用途・利点
技術成熟度レベルの主な目的は、技術開発と移行に関する意思決定を支援することである。組織内の研究開発活動の進捗を管理するために必要な複数のツールの1つである。また、オープンイノベーションを円滑化するためにも有効である

### TRLの利点
- 技術状況の共通理解を提供
- リスク管理に活用
- 技術資金に関する意思決定に使用
- 技術移行に関する意思決定に使用

### TRLの利用上の制限
- 成熟度は必ずしも適切性や技術の成熟度と一致しない
- 成熟した製品でも、成熟度の低い製品より特定のシステム文脈での使用に対する準備度が高いとは限らない
- 製品の運用環境とシステムとの関連性、製品-システムのアーキテクチャの不適合など、多くの要因を考慮する必要がある

また、TRLは、負の要因や陳腐化を考慮しない傾向がある点も特筆しておきたい。
複雑な技術に対しては、基本ユニットから社会での応用までを網羅する、より詳細な「技術成熟度経路マトリックス」が開発されている。このツールは、技術の成熟度レベルが直線的なプロセスではなく、社会における応用を通じたより複雑な経路に基づくことを示すことを目的としている。